# Lerista apoda
Lerista apoda — вид сцинкоподібних ящірок родини сцинкових (Scincidae). Ендемік Австралії.

## Поширення і екологія
Lerista apoda мешкають на півострові Дампір-Ленд в регіоні Кімберлі у Західній Австралії. Вони живуть в акацієвих саванах і чагарникових заростях, у перехідній зоні між прибережними дюнами і регіоном Піндан.